# Quận Bowie, Texas
Quận Bowie (tiếng Anh:Bowie County) là một quận trong tiểu bang Texas, Hoa Kỳ. Quận lỵ đóng ở thành phố New Boston6.

## Thông tin nhân khẩu
Theo điều tra dân số 2 năm 2000, quận có dân số 89.306 người, 33.058 hộ, và 23.438 gia đình sống trong quận. Mật độ dân số là 101 người trên một dặm vuông (39/km ²). Có 36.463 đơn vị nhà ở với mật độ trung bình là 41 cho mỗi dặm vuông (16/km ²). Cơ cấu dân tộc gồm 73,26% người da trắng, 23,42% da đen hay Mỹ gốc Phi, 0,58% người Mỹ bản xứ, 0,43% người châu Á, Thái Bình Dương 0,04%, 1,12% từ các chủng tộc khác, và 1,15% từ hai hoặc nhiều chủng tộc. 4,47% dân số là người Hispanic hay Latino thuộc chủng tộc nào.
Có 33.058 hộ, trong đó 33,00% có trẻ em dưới 18 tuổi sống chung với họ, 52,00% là các cặp vợ chồng sống với nhau, 15,00% có chủ hộ là nữ không có mặt chồng, và 29,10% là không lập gia đình. 26,00% của tất cả các hộ gia đình đã được tạo thành từ các cá nhân và 11,10% có người sống một mình 65 tuổi trở lên. Bình quân mỗi hộ là 2,50 và cỡ gia đình trung bình là 3,00.
Trong quận, cơ cấu tuổi tác với 24,80% ở độ tuổi dưới 18, 9,40% 18-24, 29,60% 25-44, 22,40% 45-64, và 13,80% người 65 tuổi trở lên. Tuổi trung bình là 36 năm. Cứ mỗi 100 nữ có 101,80 nam giới. Cứ mỗi 100 nữ 18 tuổi trở lên, đã có 101,00 nam giới.
Thu nhập trung bình cho một hộ gia đình trong quận đã được $ 33.001, và thu nhập trung bình cho một gia đình là $ 41.108. Nam giới có thu nhập trung bình $ 31.883 so với 21.439 $ cho phái nữ. Thu nhập trên đầu cho các quận được $ 17.357. Giới 13,80% gia đình và 17,70% dân số sống dưới mức nghèo khổ, trong đó có 25,00% những người dưới 18 tuổi và 12,40% có độ tuổi từ 65 trở lên.